# 34778 Хухунлік
34778 Хухунлік (34778 Huhunglick) — астероїд головного поясу, відкритий 10 вересня 2001 року.
Тіссеранів параметр щодо Юпітера — 3,318.